# Герб Навли
Герб На́вли — герб административного центра Навлинского района Брянской области Российской Федерации.
Герб города утверждён решением исполкома Навлинского районного Совета народных депутатов Брянской области № 122 от 4 апреля 1984 года.
Герб подлежит внесению в Государственный геральдический регистр Российской Федерации.

## Описание герба и его символики
«Герб имеет форму щита. Герб по горизонтали разделён на 3 части. В верхней части герба название посёлка на зелёном фоне. В средней части герба фрагмент герба города Брянска, указывающий на областное подчинение посёлка. Нижняя часть герба по вертикали разделена на 2 равные части. Вертикальная орденская лента медали „Партизану Великой Отечественной войны“ символизирует район партизанского движения в годы Великой Отечественной войны. В левой части на зелёном фоне золотой колос, отображающий сельское хозяйство района. В правой части на зелёном фоне фрагмент шестерни и 2 заводские трубы, отображающие промышленные предприятия и предприятия пищевой промышленности (автогрейдерный, авторемонтный, шпалопропиточный, овощесушильный заводы, пищекомбинат и маслозавод). Зелёный фон на гербе говорит о лесах, окружающих посёлок».